# Sagittaria kurziana
Sagittaria kurziana là một loài thực vật có hoa trong họ Alismataceae. Loài này được Glück miêu tả khoa học đầu tiên năm 1927.